# Snaffles
Charles Johnson Payne, dit Snaffles, né à Royal Leamington Spa dans le Warwickshire le 17 janvier 1884 et mort à Tisbury dans le Wiltshire le 30 décembre 1967, est un illustrateur et peintre animalier britannique. 

## Biographie
Fils d’un bottier, il fut toujours attiré par la chose militaire et tenta de s’engager pendant la seconde guerre des Boers mais sans succès. Il s'engagea en 1906 dans un régiment d’artillerie de garnison et c’est de cette époque que datent ses premières caricatures.
Réformé pendant la Première Guerre mondiale, il fut dessinateur de guerre pour The Graphic et représenta de nombreux militaires sur le front, en particulier des troupes australiennes et néo-zélandaises.
Peintre d’aquarelle et illustrateur, ses œuvres étaient vendues sous forme d’estampes, au début coloriées à la main par l’artiste et ses sœurs. Ses gravures comportent très souvent en marge un petit croquis appelé remarque. 
La plupart de ses œuvres combinent des instantanés de la vie dans la campagne anglaise et un aspect militaire, accompagné d’éléments militaires et d’une note humoristique. 
C’est surtout comme peintre de chasse à courre, de courses de chevaux et de polo que vient sa réputation, en particulier sa série sur la chasse au sanglier en Inde dans les années 1920.
Il fut le plus connu de ce que les Britanniques appellent les « sporting artists » de sa génération.